# Férfi 10 000 méteres gyorskorcsolya az 1948. évi téli olimpiai játékokon
Az 1948. évi téli olimpiai játékokon a gyorskorcsolya férfi 10 000 méteres versenyszámát február 3-án rendezték az Olimpiai Jég stadionban. Az aranyérmet a svéd Åke Seyffarth nyerte meg.
Három magyar versenyző vett részt a versenyen, Pajor Kornél a 4. helyen zárt, alig három másodperccel maradt el a bronzéremtől. Ruttkai Iván a 15., Kilián János a 16. helyen végzett.

## Rekordok
A versenyt megelőzően a következő rekordok voltak érvényben:
| Világrekord     | Charles Mathiesen (NOR) | 17:01,5 | Hamar, Norvégia                     | 1940. március 3.  |
| Olimpiai rekord | Ivar Ballangrud (NOR)   | 17:24,3 | Garmisch-Partenkirchen, Németország | 1936. február 14. |

A versenyen új rekord nem született.

## Végeredmény
Mindegyik versenyző egy futamot teljesített, az időeredmények határozták meg a végső sorrendet. Az időeredmények másodpercben értendők.
| Helyezés | Versenyző          | Nemzet                 | Időeredmény   |
| -------- | ------------------ | ---------------------- | ------------- |
| Arany    | Åke Seyffarth      | Svédország (SWE)       | 17:26,3       |
| Ezüst    | Lassi Parkkinen    | Finnország (FIN)       | 17:36,0       |
| Bronz    | Pentti Lammio      | Finnország (FIN)       | 17:42,7       |
| 4.       | Pajor Kornél       | Magyarország (HUN)     | 17:45,6       |
| 5.       | Kees Broekman      | Hollandia (NED)        | 17:54,7       |
| 6.       | Jan Langedijk      | Hollandia (NED)        | 17:55,3       |
| 7.       | Odd Lundberg       | Norvégia (NOR)         | 18:05,8       |
| 8.       | Harry Jansson      | Svédország (SWE)       | 18:08,0       |
| 9.       | Rune Hammarström   | Svédország (SWE)       | 18:39,6       |
| 10.      | Max Stiepl         | Ausztria (AUT)         | 19:25,5       |
| 11.      | Johnny Werket      | Egyesült Államok (USA) | 19:44,0       |
| 12.      | Pierre Huylebroeck | Belgium (BEL)          | 19:54,8       |
| 13.      | Craig MacKay       | Kanada (CAN)           | 20:15,5       |
| 14.      | Anton Huiskes      | Hollandia (NED)        | 20:16,4       |
| 15.      | Ruttkai Iván       | Magyarország (HUN)     | 20:16,5       |
| 16.      | Kilián János       | Magyarország (HUN)     | 20:23,8       |
| 17.      | Sonny Rupprecht    | Egyesült Államok (USA) | 21:20,3       |
| 18.      | Art Seaman         | Egyesült Államok (USA) | 21:34,8       |
| 19.      | Buddy Solem        | Egyesült Államok (USA) | 26:22,4       |
| –        | Hjalmar Andersen   | Norvégia (NOR)         | nem ért célba |
| –        | Johnny Cronshey    | Nagy-Britannia (GBR)   | nem ért célba |
| –        | Göthe Hedlund      | Svédország (SWE)       | nem ért célba |
| –        | Henry Howes        | Nagy-Britannia (GBR)   | nem ért célba |
| –        | Kalevi Laitinen    | Finnország (FIN)       | nem ért célba |
| –        | Reidar Liaklev     | Norvégia (NOR)         | nem ért célba |
| –        | Henry Wahl         | Norvégia (NOR)         | nem ért célba |
| –        | Vladimír Kolář     | Csehszlovákia (TCH)    | nem ért célba |